# Galenia prostrata
Galenia prostrata là một loài thực vật có hoa trong họ Phiên hạnh. Loài này được Schellenb. & Schltr. mô tả khoa học đầu tiên năm 1912.